# Institut de Beauvais
Institut de Beauvais est une variété de pomme de terre française qui fut créée à la fin du XIXe siècle à l'Institut agricole de Beauvais à Beauvais, dans le département de l'Oise. C'est l'une des plus anciennes variétés encore inscrite au catalogue officiel des variétés, où elle figure depuis 1935, date de création du catalogue.

## Caractéristiques
Les tubercules, de grande taille, de forme plutôt ronde à oblongue, ont la peau blanc jaunâtre et la chair blanche. Contrairement aux variétés récentes, les yeux sont relativement enfoncés.
Sa chair assez farineuse est particulièrement adaptée à la préparation de purées.
La plante est relativement tardive.

## Histoire
Cette variété a été obtenue en 1856 par un professeur de l'institut agricole de Beauvais, Eugène Chanoine, et fut commercialisée en 1884 en même temps par l'institut et par la maison Vilmorin,.
Son origine génétique est inconnue, mais les graines du premier semis fait par son obtenteur, Eugène Chanoine, furent fournies par la maison Vilmorin.
Sa culture, qui était encore très importante dans les années 1950 a fortement baissé depuis 1990 mais la production de plants représentait encore 139 tonnes en 2007, dont environ un quart destiné au marché des jardiniers amateurs.
La pomme de terre 'Institut de Beauvais' a été employée comme géniteur pour l'obtention de nouvelles variétés notamment en France (variété 'Hermine', 1950) et en Espagne (variétés 'Blanca de Cernegula', 'Goya', 1954, et 'Turia', 1955).
Elle serait aussi à l'origine de la Patata del Bufet, variété traditionnelle cultivée en Catalogne.